# Ландау, Джон
Джон Ландау (англ. Jon Landau; 23 июля 1960, Нью-Йорк — 5 июля 2024) — американский кинопродюсер, известный своей работой с Джеймсом Кэмероном.

## Биография
Джон Ландау родился 23 июля 1960 года в Нью-Йорке, в семье кинематографистов Эди и Эли Ландау. Лауреат премий в области кинематографа.
В 90-е годы — вице-президент по производству художественных фильмов в компании Twentieth Century Fox. В 2009 году вместе с режиссёром Джеймсом Кэмероном выпустил блокбастер «Аватар».
Джон Ландау умер 5 июля 2024 года от рака в возрасте 63 лет.
Многие деятели киноиндустрии, которые работали с Ландау, выразили соболезнования, включая Джеймса Кэмерона, Леонардо Ди Каприо, Зои Салдану, Сэм Уортингтона, Кейт Уинслет, Сигурни Уивер, Роберта Родригеса и Джо Леттери.

## Фильмография
- 1987 — Campus Man — продюсер, совместно с Пегги Фаулер
- 1989 — Дорогая, я уменьшил детей — сопродюсер, совместно с Брайаном Юзна
- 1990 — Дик Трейси — сопродюсер
- 1997 — Титаник — продюсер, совместно с Джеймсом Кэмероном
- 2002 — Солярис — продюсер, совместно с Джеймсом Кэмероном и Рэем Сэнчини
- 2009 — Аватар — продюсер, совместно с Джеймсом Кэмероном
- 2019 — Алита: Боевой ангел — продюсер, совместно с Джеймсом Кэмероном
- 2022 — Аватар: Путь воды — продюсер, совместно с Джеймсом Кэмероном
- 2025 — Аватар: Огонь и пепел — продюсер (посмертно), совместно с Джеймсом Кэмероном
- 2029 — Аватар 4 — продюсер (посмертно), совместно с Джеймсом Кэмероном
- 2031 — Аватар 5 — продюсер (посмертно), совместно с Джеймсом Кэмероном

## Награды и номинации
| Год  | Премия                     | Категория                | Фильм             | Результат | Пр.           |
| ---- | -------------------------- | ------------------------ | ----------------- | --------- | ------------- |
| 1998 | «Оскар»                    | Лучший фильм             | Титаник           | Победа    | [ 24 ]        |
| 2010 | «Оскар»                    | Лучший фильм             | Аватар            | Номинация | [ 25 ]        |
| 2023 | «Оскар»                    | Лучший фильм             | Аватар: Путь воды | Номинация | [ 26 ]        |
| 1998 | BAFTA                      | Лучший фильм             | Титаник           | Номинация | [ 28 ]        |
| 2010 | BAFTA                      | Лучший фильм             | Аватар            | Номинация | [ 29 ]        |
| 1998 | Гильдия продюсеров Америки | Лучший театральный фильм | Титаник           | Победа    | [ 30 ]        |
| 2010 | Гильдия продюсеров Америки | Лучший театральный фильм | Аватар            | Номинация | [ 31 ]        |
| 2023 | Гильдия продюсеров Америки | Лучший театральный фильм | Аватар: Путь воды | Номинация | [ 32 ]        |
| 2024 | «Спутник»                  | Премия Мэри Пикфорд      | н/д               | Награда   | [ 33 ] [ 34 ] |